# Pseudomeloe homonyma
Pseudomeloe homonyma is een keversoort uit de familie van oliekevers (Meloidae). De wetenschappelijke naam van de soort is voor het eerst geldig gepubliceerd in 1945 door Blackwelder.